# Iiella hispida
Iiella hispida är en kräftdjursart som beskrevs av Jo och Murano 1992. Iiella hispida ingår i släktet Iiella och familjen Mysidae. Inga underarter finns listade i Catalogue of Life.